# Коронавирус человека NL63
Коронавирус человека NL63 (англ. Human coronavirus NL63) — вид вирусов из семейства коронавирусов, который был выявлен в конце 2004 года у семимесячного ребенка с бронхиолитом в Нидерландах. Вирус представляет собой (+)одноцепочечный РНК-вирус, который поступает в клетку-хозяина через рецептор ACE2. Заражение вирусом было подтверждено во всем мире и имеет связь со многими общими симптомами и заболеваниями. Сопутствующие заболевания включают легкие или умеренные инфекции верхних дыхательных путей, тяжёлые инфекции нижних дыхательных путей, круп и бронхиолит.
Вирус обнаруживается главным образом у детей младшего возраста, пожилых людей и пациентов с ослабленным иммунитетом с острыми респираторными заболеваниями. У этого также есть сезонная ассоциация в умеренных климатах. Исследование, проведенное в Амстердаме, оценило наличие HCoV-NL63 примерно в 4,7 % распространенных респираторных заболеваний. Вирус произошел от зараженных пальмовых цивет и летучих мышей.

## Симптомы
Первые случаи заражения коронавирусом человека NL63 были обнаружены у маленьких детей с тяжёлыми инфекциями нижних дыхательных путей, поступивших в больницы. Хотя клиническая картина вируса может быть серьезной, он также был обнаружен в легких случаях респираторной инфекции. Коморбидность HCoV-NL63 с другими респираторными инфекциями затруднила точное определение специфических симптомов вируса. Исследование клинических симптомов у пациентов с HCoV-NL63 без вторичной инфекции показало, что наиболее распространенными симптомами являются лихорадка, кашель, ринит, боль в горле, хрипота, бронхит, бронхиолит, пневмония и круп. Раннее исследование, в котором изучались дети с заболеваниями нижних дыхательных путей, показало, что HCoV-NL63 чаще встречается у амбулаторных пациентов, чем госпитализированных пациентов, предполагая, что это вирус простуды, сходный с HCoV-229E и HCoV-OC43, которые обычно вызывают менее выраженные симптомы. Однако высокая частота крупа специфична для инфекции HCoV-NL63.

## Источник инфекции
Считается, что путь распространения HCoV-NL63 лежит через прямую передачу от человека к человеку в густонаселенных районах. Вирус может выживать до недели вне организма в водных растворах при комнатной температуре и три часа на сухих поверхностях.  Большинство людей заражаются коронавирусом в течение жизни, но некоторые группы населения более восприимчивы к HCoV-NL63. В эту группу входят дети в возрасте до 5 лет, пожилые люди и люди с ослабленным иммунитетом. Вирус, кажется, имеет сезонную заболеваемость, наиболее часто встречающуюся в зимние месяцы в умеренном климате. В более экстремальном и тропическом климате вирус не имеет предпочтения в отношении определенного сезона. Во многих исследованиях сообщалось о совместном появлении HCoV-NL63 с другим человеческим коронавирусом, вирусом гриппа А, человеческим ортопневмовирусом (RSV), вирусом парагриппа и человеческим метапневмовирусом (hMPV).

## Механизм передачи
Передача HCoV-NL63 возможна в результате вытеснения капель из дыхательных путей, которые могут передаваться по воздуху или распространяться при тесном личном контакте. Вирус способен выживать до семи дней в дыхательных путях и остается заразным при комнатной температуре. Как только вирус проник в хозяина, он связывается с клеточными рецепторами, используя белки-шипы, подобные тем, которые обнаружены в ВИЧ-1. Вирус способен использовать ангиотензинпревращающий фермент 2 (ACE2) в качестве входного рецептора для связывания и проникновения в клетки-мишени. Определение конкретного проникновения вируса в клетку-хозяина не завершено. Следовательно, вход в клетку происходит либо путем прямого слияния клеток с плазматической мембраной, либо путем эндоцитоза с последующим слиянием с мембраной. Из-за отсутствия клона кДНК HCoV-NL63 исследования цикла репликации ограничены. Поскольку это положительный одноцепочечный РНК-вирус, процессы репликации посредством транскрипции и трансляции могут осуществляться в цитоплазме инфицированной клетки.

## Диагностика
Трудно провести различие между симптомами, вызванными инфекцией вируса HCoV-NL63, и симптомами, вызванными другими распространенными вирусами человека, что затрудняет диагностику и обнаружение. Обратная транскрипционная полимеразная цепная реакция образцов, взятых через носоглоточный мазок, является наиболее часто используемым методом обнаружения вируса. Вирусная культура или анализ сыворотки крови на антитела также могут быть использованы для подтверждения инфекции.

## Профилактика
Центры по контролю и профилактике заболеваний США (CDC) рекомендуют несколько мер для предотвращения заражения HCoV-NL63, включая: часто мыть руки с мылом и водой, избегать тесного контакта с больными людьми и не касаться глаз, рта или носа.

## Лечение и прогноз
Лечение вируса HCoV-NL63 зависит от тяжести ассоциированной симптоматики. Большинство легких и умеренных инфекций исчезнет само по себе. Симптомы можно облегчить, принимая обезболивающее или жаропонижающее, горячий душ или увлажнитель. Противовирусное лечение может быть необходимо для инфицированных пациентов, которые попадают в отделение интенсивной терапии (ОИТ) из-за острой респираторной инфекции. Внутривенный иммуноглобулин является одобренным FDA ингибитором HCoV-NL63, который также используется для лечения первичного иммунодефицита, RSV и болезни Кавасаки.

## Недавние исследования
Исследование 2005 года под авторством Esper et al. указало на возможную связь инфекции HCoV-NL63 с болезнью Кавасаки, системным васкулитом в детстве, который может привести к аневризму коронарных артерий. В развитых странах болезнь Кавасаки является наиболее распространенной причиной приобретенных пороков сердца у детей.  Дальнейший анализ патогенности HCoV-NL63 представляется оправданным, в частности, из-за недавних доказательств того, что этот вирус использует тот же клеточный рецептор, что и SARS-CoV (ACE2). HCoV-NL63 также был обнаружен в кишечном тракте инфицированных людей и связан с гастроэнтеритом . Этот тип инфекции является прямым результатом вирусной инвазии слизистой оболочки кишечника. Роль HCoV-NL63 в гастроэнтерите неясна из-за типичной коинфекции с другими вирусами в этом состоянии. HCoV-NL63, вероятно, недостаточно детектирован из-за его роли при многих респираторных инфекциях легкой и средней степени тяжести и сопутствующей патологии при других заболеваниях. Исследователи предположили, что для определения воздействия этого вируса на системы вне дыхательных путей необходимы более всесторонние популяционные исследования.